# یواس‌اس استتین (۱۸۶۱)
یواس‌اس استتین (۱۸۶۱) (به انگلیسی: USS Stettin (1861)) یک کشتی بود که طول آن ۱۶۴ فوت (۵۰ متر) بود.